# Сорокин переулок
Соро́кин переу́лок (с XIX века до 1922 года — Мягко́в прое́зд либо до 1986 года — Соро́кин прое́зд, до 1936 года — Бо́ндарный прое́зд, до 1925 года — Соро́кин прое́зд, с XIX века до 1922 года — Мягко́в прое́зд либо до 1986 года — Соро́кин прое́зд, до 1925 года — Бо́ндарный прое́зд, с XIX века до 1922 года — Мягко́в прое́зд) — улица в Юго-Восточном административном округе города Москвы на территории Нижегородского района.

## История
Получил современное название по фамилии домовладельца. С XIX века до 1922 года назывался Мягков проезд (также по фамилии домовладельца), после чего, по разным данным, сразу получил современное название либо назывался до 1925 года Сорокин проезд, до 1936 года — Бондарный проезд, до 1986 года — Сорокин проезд либо назывался до 1925 года Бондарный проезд, до 1986 года — Сорокин проезд.

## Расположение
Проходит от Смирновской улицы на северо-восток до территории Московского завода автоматических линий и специальных станков. Нумерация домов начинается от Смирновской улицы.

## Примечательные здания и сооружения
По нечётной стороне:
По чётной стороне:

## Транспорт

### Наземный транспорт
По Сорокину переулку наземный общественный транспорт не проходит. На Смирновской улице расположена остановка «Подъёмный переулок» автобусов 365, 567.

### Железнодорожный транспорт
- Платформа Калитники МЦД-2 Курского направления Московской железной дороги — юго-западнее переулка, между Третьим транспортным кольцом и Нижегородской улицей.